# Back Again
Back Again – drugi album zespołu D-Bomb wydany w 1999 roku. Na płycie znalazło się 11 utworów, intro oraz 2 bonusy, które nie były obecne na nośniku magnetofonowym. Autorem muzyki i słów do wszystkich utworów był Bartosz Padyasek. Z albumu pochodzą takie przeboje jak „Ciało”, „Koniec”, „Pocałuj mnie”. Płyta stylistycznie nawiązywała m.in. do utworów takich wykonawców jak ATB/Sequential One.

## Lista utworów
1. „Intro” – 6:18
2. „Pocałuj mnie” – 3:32
3. „Jump All Around” – 4:53
4. „Ciało” – 3:27
5. „My Love Is Hot” – 4:31
6. „Ibiza” – 4:37
7. „Tak mi dobrze” – 4:04
8. „Zaopiekuj się mną” – 3:40
9. „Tell Me Why?” – 4:20
10. „W górę ręce” – 4:24
11. „Wiem na pewno” – 4:11
12. „Koniec” – 3:42
13. „Ciało (Orbital Club Mix)” – 5:37 (Bonus)
14. „D-Bomb Mega Mix” – 6:11 (Bonus)